# Institut des techniques du management de Ghaziabad
L'Institut des techniques du management de Ghaziabad est une école de commerce située à Ghaziabad dans l'État de l'Uttar Pradesh,.

## Anciens élèves
- Naaz Joshi (1984-), reine de beauté